# Hummelstad
Ej att förväxla med Hummelsta.
Hummelstad är en tidigare småort i Hallingebergs socken i Västerviks kommun, omkring 10 kilometer norr om Ankarsrum. SCB ändrade sin metod att ta fram småortsstatistik 2015, varvid orten inte längre uppfyllde kraven för att vara en småort.
Hummelstad ligger på ett näs mellan två sjöar; Kogaren och Långsjön. I orten finns bland annat några småföretag, en fritidsgård som drivs av byalaget, flera föreningar, badstrand och fotbollsplan. I närheten av Hummelstad finns gravrösen från 500-talet och där lär en hunnerkung vid namn Humble vara begraven.